# Kirat Chuli
Kirat Chuli lub Tent Peak – szczyt w Himalajach. Leży na granicy między Nepalem a Indiami. Jest to 76 szczyt Ziemi.
Pierwszego wejścia na szczyt dokonali Ernst Grob, Herbert Paidar i Ludwig Schmaderer w 1939 r.